# Ахтанак (село)
Ахтана́к (арм. Հաղթանակ) — село в Тавушской области Армении.

## География
Село расположено в 1 км от трассы Ереван — Тбилиси рядом с рекой Дебед. На юге от села расположено село Айрум и трасса на Алаверди, Ванадзор, Ереван; на востоке от села расположено село Зоракан и трасса в Ноемберян и Иджеван; на севере — граница с Грузией, на западе — село Птхаван, трасса на Тбилиси, река Дебед, а по реке проходит армяно-грузинская граница, за которой пролегает железная дорога Ереван — Тбилиси.
После Карабахской войны в этом селе, а также в сёлах Дебедаван и Баграташен проживают армяне, бежавшие из Азербайджана.

## Экономика
Близ одного из сосоедних сёл - Техут расположено крупное медно-молибденовое месторождение — Техутское. Запасы медно-молибденовой руды на месторождении составляют около 450 млн тонн. В данный момент месторождение в стадии разработки.
В селе есть ФК «Зенит-92», который участвует в соревнованиях первенства марза.

## Примечание
1. ↑  Socio-economic characteristics of marzes and Yerevan city of the RA, Tavush marz, 2023. Дата обращения: 3 января 2024. Архивировано 1 декабря 2023 года.